# Joan Woodward
Joan Woodward (27 septembre 1916 - 1971), de nationalité britannique, est une universitaire et une chercheuse en sociologie des organisations, et plus particulièrement sur le thème des liens entre technologies, systèmes de production et structures organisationnelles.

## Premiers postes d'enseignement
Joan Woodward débute ses premières recherches au « South East Essex College of technology», avant de rejoindre l'Imperial College en 1957, comme enseignante à mi-temps en Sociologie industrielle, puis en 1962 en tant que Maitre de Conférences senior dans la Section d'Ingénierie.

## Recherches
Elle est parmi les universitaires l'un des chefs de file et commentatrice les plus en vue en matière de Théorie des organisations. Son travail de pionnière empirique est remarqué à propos des structures organisationnelles: elle est l'auteur de cadres analytiques féconds qui établissent un lien entre les technologies, les systèmes de production et pointent leurs influences sur la manière dont elles forment les structures des Organisations.
Elle classifie notamment les technologies par type: Organisation Unitaire (petite série), Organisation de Masse (grande série) et Organisation en Process continu. Selon elle, toutes les organisations performantes décrites par cette typologie partagent des caractéristiques communes.
| Type structurel                       | Organisation unitaire | Organisation de masse | Organisation en process continu |
| ------------------------------------- | --------------------- | --------------------- | ------------------------------- |
| Nombre de niveaux de management       | Réduit                | Moyen                 | Élevé                           |
| Étendue du contrôle de supervision    | Étroit                | Large                 | Étroit                          |
| Ratio Managers/Effectif total         | Bas                   | Medium                | Élevé                           |
| Niveau de compétence des travailleurs | Élevé                 | Faible                | Élevé                           |
| Structure d'ensemble                  | Organique             | Mécanique             | Organique                       |

En 1964, Elle est invitée à travailler en partie pour le Ministère du Travail. En 1969, elle est nommée comme Professeur de sociologie industrielle et Directrice du Département de Sociologie Industrielle. Ses travaux reçoivent la consécration internationale et lui doivent une invitation à rejoindre le groupe éminent des 7 théoriciens des organisations appelé les «Magnificent seven», adhésion à l'époque remarquable pour une femme.

## Héritage
En 1970, Prof Woodward publie «Industrial Organisation: Behaviour and Control», ouvrage qui récapitule le travail de son groupe de recherche depuis 1962.
Joan Woodward décède d'un cancer en 1971 à l'âge de 54 ans. En tant que seconde femme titulaire d'une chaire à l'Imperial College, elle représente un modèle d'engagement féminin au service de la Science, de l'ingénierie et de la technologie.
Le « Joan Woodward Memorial Lecture » a lieu bi-annuellement à l'Imperial College Business School. Le «Joan Woodward Prize» distingue chaque année un étudiant (undergraduate ou post-graduate) entreprenant une thèse sur les domaines de recherches lancés par Joan Woodward. Ces évènements sont financés par un Fonds établi à son nom.